# Scaptomyza salvadorae
Scaptomyza salvadorae är en tvåvingeart som beskrevs av Wheeler och Hajimu Takada 1966. Scaptomyza salvadorae ingår i släktet Scaptomyza och familjen daggflugor. Inga underarter finns listade i Catalogue of Life.